# Neocarenum
Neocarenum is een geslacht van kevers uit de familie van de loopkevers (Carabidae). De wetenschappelijke naam van het geslacht is voor het eerst geldig gepubliceerd in 1867 door Castelnau.

## Soorten
Het geslacht Neocarenum omvat de volgende soorten:
- Neocarenum angustatum Sloane, 1894
- Neocarenum blackburni Sloane, 1895
- Neocarenum cylindripenne Bates, 1874
- Neocarenum dingo Sloane, 1916
- Neocarenum elongatum (Macleay, 1864)
- Neocarenum parviceps Sloane, 1894
- Neocarenum retusum Bates, 1874
- Neocarenum rugosulum Macleay, 1869
- Neocarenum singulare Castelnau, 1867
- Neocarenum spenceri Sloane, 1897